# Titanattus
Titanattus (лат.) — род аранеоморфных пауков подсемейства Amycinae из семейства пауков-скакунов (Salticidae). Все представители этого рода встречаются в Неотропической зоогеографической области: в странах Центральной и Южной Америки: от Гватемалы и Панамы на севере ареала рода до Аргентины, Бразилии и Парагвая в южной части области его распространения.

## Этимология
Научное название рода — Titanattus, скомбинировано из слова Титан и окончания -attus.

## Классификация
Известно около 10 видов.
- Titanattus andinus (Simon, 1900) — Бразилия, Парагвай, Аргентина
- Titanattus cordia Edwards & Baert, 2018 — Эквадор (Галапагосские острова)
- Titanattus cretatus Chickering, 1946 — Панама
- Titanattus euryphaessa Bustamante & Ruiz, 2017 — Бразилия, Эквадор
- Titanattus notabilis (Mello-Leitão, 1943) — Бразилия, Аргентина
- Titanattus novarai Caporiacco, 1955 — Венесуэла
- Titanattus paganus Chickering, 1946 — Панама
- Titanattus pallidus Mello-Leitão, 1943 — Бразилия
- Titanattus parvus (Mello-Leitão, 1945) — Аргентина
- Titanattus pegaseus Simon, 1900 — Бразилия
- Titanattus saevus Peckham & Peckham, 1885 — Гватемала typus